# Ajax Bay
Cet article concerne établissement des îles Malouines. Pour la baie de l'île Rousski, voir Baie Ajax.
Ajax Bay est établissement humain de Malouine orientale, dans les îles Malouines. Il est situé sur la côte nord-ouest de l'île, sur la baie de San Carlos, à quelques kilomètres de Port San Carlos. Il s'agissait essentiellement d'une usine de conditionnement, développée par le Colonial Development Corporation dans les années 1950, qui sera également à l'origine du développement de Port Albemarle. L'usine devait procéder à la congélation de viande de mouton des Malouines, mais elle se révélera économiquement non viable. Un grand nombre de maisons pré-fabriquées sont déplacées à Port Stanley.
Pendant la guerre des Malouines (1982), la première tête de pont britannique est établie à San Carlos Water. Ajax Bay est l'un des trois lieux de débarquement retenu, il est désigné sous le nom de code « Red Beach » lors de l'opération Sutton. Il sert d'hôpital militaire pendant le reste du conflit.

## Galerie

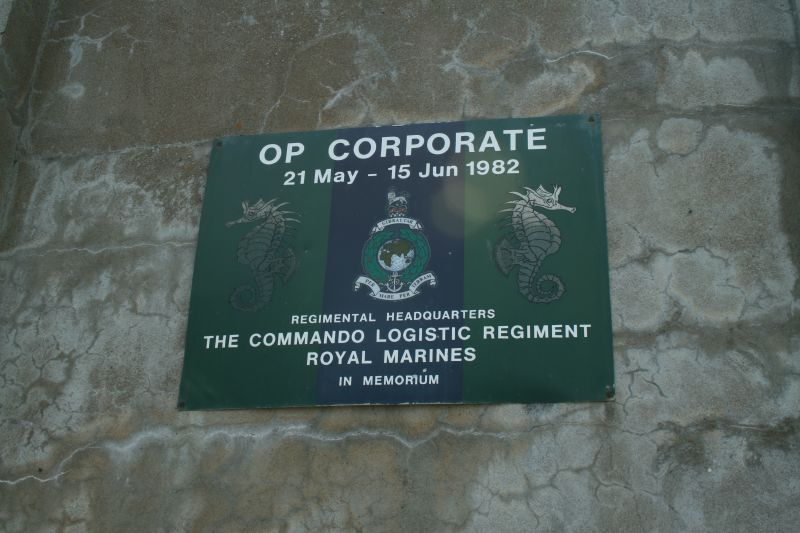
Plaque commémorative au Commando Logistics Regiment des Royal Marines.
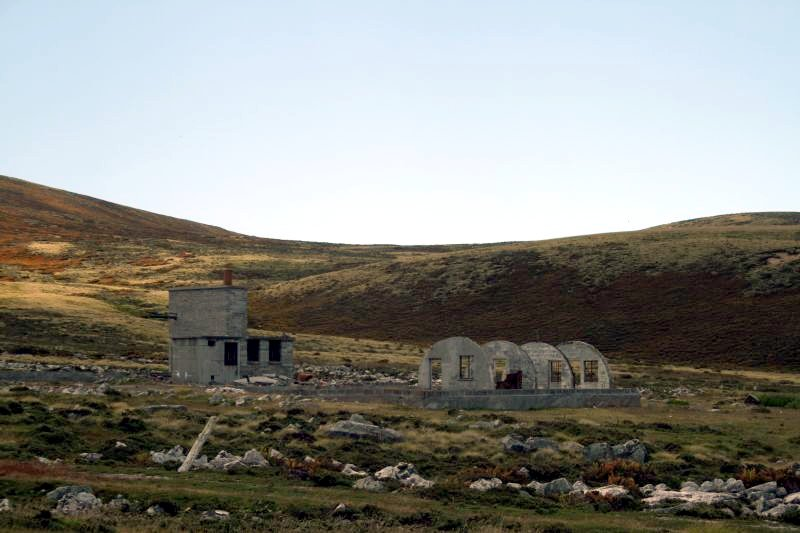
Bâtiments de l'usine de conditionnement
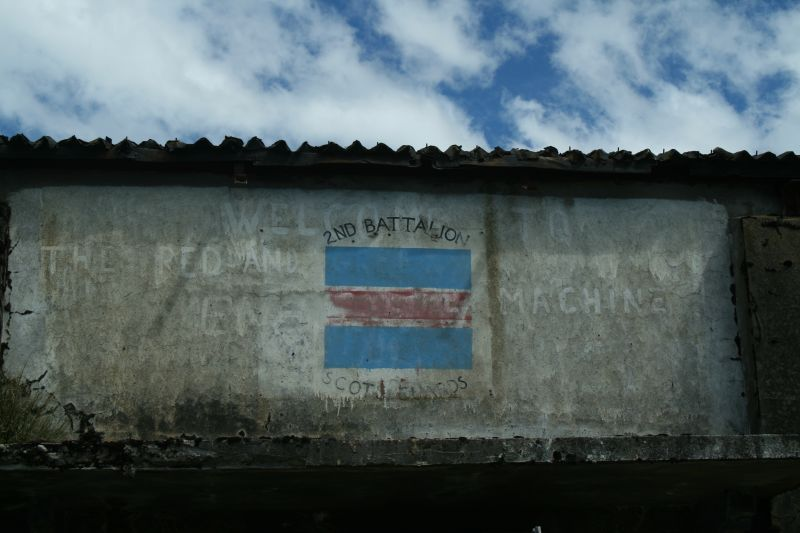
Arrière d'un bâtiment avec un graffiti datant de la guerre
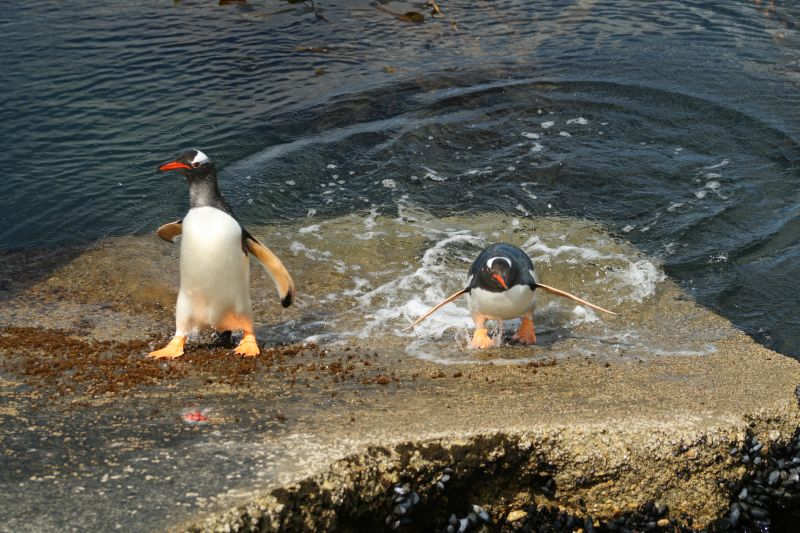
Manchot papou à Ajax Bay